# آزادسازی خرمشهر
آزادسازی خرمشهر از اهداف اصلی عملیات بیت‌المقدس در خلال جنگ ایران و عراق بود، که توسط ارتش جمهوری اسلامی ایران (به فرماندهی علی صیاد شیرازی) و سپاه پاسداران انقلاب اسلامی (به فرماندهی محسن رضایی) در ۳ خرداد ۱۳۶۱ انجام گرفت. فتح خرمشهر بازتاب جهانی داشت و عراق با از دست دادن خرمشهر، از نظر سیاسی تکیه‌گاهش را برای مذاکره از دست داد. این نبرد از لحاظ نظامی، به‌عنوان نقطهٔ عطفی در تاریخ جنگ ایران و عراق شناخته می‌شود. بعد از آزاد‌سازی خرمشهر سید روح‌الله خمینی گفت خرمشهر را خدا آزاد کرد. شورای عالی انقلاب فرهنگی؛ روز ۳ خرداد را به‌عنوان روز مقاومت، ایثار و پیروزی در تقویم رسمی ایران نام‌گذاری کرده‌است.

## نبرد شهری خرمشهر

### مقاومت نیروهای ایرانی
پس از حمله نیروهای عراقی به خرمشهر، یک گردان از تکاوران دریایی ارتش به فرماندهی ناخداهوشنگ صمدی، گردان دژ خرمشهر به فرماندهی علی قمری و دانشجویان دانشگاه افسری امام علی به فرماندهی حسین حسنی سعدی، همچنین تعدادی از نیروهای سپاه خرمشهر به فرماندهی محمد جهان‌آرا، از یگان‌های نظامی بودند، که به مدت ۳۴ روز از شهر دفاع کردند.

### آغاز عملیات پس‌گیری
در پی آغاز عملیات بیت‌المقدس در نیمه شب دهم اردیبهشت سال ۱۳۶۱ چند هدف عمده استراتژیک و تاکتیکی از جانب نیروهای ایرانی دنبال می‌شد:
- بیرون راندن نیروهای ارتش عراق، به پشت مرزهای بین‌المللی
- انهدام نیروهای باقیمانده از ارتش عراق، در منطقه بین غرب کارون تا خط مرزی
- آزادسازی شهر خرمشهر[۴]

آزادسازی خرمشهر در حقیقت از اهداف مرحله چهارم عملیات بیت‌المقدس بود. در ساعت ۲۲:۳۰ شامگاه شنبه، ۱ خردادماه ۱۳۶۱، مرحله چهارم این عملیات با اعلام رمز توسط فرماندهی قرارگاه مرکزی کربلا به واحدهای عمل‌کننده، با هدف آزادسازی خرمشهر، آغاز شد. در این بین نقش نیروی هوایی ایران در منهدم کردن پل ساخته شده عراقی‌ها که بسیاری از نیروها و ادوات را از طریق آن به خرمشهر می‌رساندند، توسط خلبان محمود اسکندری نیز اهمیت بالایی داشت. در پایان این نبرد علاوه بر پایان بخشیدن به ۱۹ ماه اشغال بخشی از حساس‌ترین مناطق خوزستان و آزادسازی خرمشهر، ضربه‌ای سنگین به توان رزمی و روحیه نیروهای عراقی وارد آمد.

## ابعاد سیاسی و نظامی
منابع غربی،  ازجمله کتاب «جنگ ایران و عراق» اثر پیر رزو، به این نکته اشاره دارند که ارتش عراق انتظار نداشت ایران بتواند عملیات تهاجمی‌ای در این مقیاس انجام دهد. این عملیات با سازماندهی دقیق و هماهنگی میان ارتش و سپاه پاسداران، باعث غافلگیری شدید ارتش عراق شد. تحلیلگران غربی معتقد بودند که عملیات بیت‌المقدس نقطه عطفی در جنگ بود که توازن نظامی را به نفع ایران تغییر داد. از سویی رسانه‌ها و مطبوعات غربی اسارت ۱۹٬۰۰۰ سرباز و افسر عراقی را نشانه‌ای از فروپاشی توان تهاجمی ارتش عراق دانستند. گزارش‌های مؤسسه رند نشان می‌دهد که ایران توانست بدون اتکا به حمایت مستقیم خارجی به چنین عملیات موفق پیچیده‌ای دست پیدا کند.

### شورای همکاری خلیج فارس
پیروزی ایران در خرمشهر باعث شد بسیاری از کشورهای عربی و غربی، به‌ویژه کشورهای شورای همکاری خلیج فارس، نگران گسترش نفوذ ایران شوند. این نگرانی‌ها منجر به افزایش حمایت‌های پنهان تسلیحاتی و مالی به عراق از سوی آمریکا، فرانسه و کشورهای عربی شد. حمایت‌های اطلاعاتی و ماهواره‌ای ایالات متحده به عراق، تا پیش از آزادسازی خرمشهر صورت نگرفته بود.

### ایالات متحده آمریکا و اتحاد جماهیر شوروی
تا مه ۱۹۸۲ میلادی، حمایت‌های اطلاعاتی آمریکا از عراق یا وجود نداشت یا در سطح بسیار محدود و غیررسمی بود. اما پس از عملیات آزادسازی خرمشهر در خرداد ۱۳۶۱، حمایت‌های اطلاعاتی، ماهواره‌ای، و تسلیحاتی ایالات متحده به‌طور چشمگیری از عراق افزایش یافت. این تغییر در سیاست آمریکا ریشه در نگرانی‌های ژئوپلیتیکی داشت که پیروزی ایران در عملیات بیت‌المقدس برانگیخت.
تا پیش از عملیات بیت المقدس، اتحاد جماهیر شوروی در تلاش برای برقرار سازی نوعی توازن میان ایران و عراق در جریان جنگ بود. رهبری اتحاد جماهیر شوروی پس از حمله عراق به ایران در سپتامبر ۱۹۸۰ میلادی، برای مدت کوتاهی صادرات سلاح به عراق را تعلیق و کاهش جدی داد. اما از تابستان ۱۹۸۲ میلادی و پس از عملیات آزادسازی خرمشهر، شوروی صادرات گسترده تسلیحات به عراق را از سر گرفت و حتی افزایش داد. که شامل تانک‌های تی-۷۲، جنگنده‌های میگ-۲۳ و موشک‌های زمین‌به‌زمین بود.

رنگ سبز نشانه دهنده حرکت نیروهای ایرانی در جریان عملیات بیت‌المقدس است.

## تلفات
در جریان آزادسازی خرمشهر حدود ۱۶ هزار نیروی عراقی کشته و زخمی شدند، همچنین ۱۹ هزار نفر نیروی عراقی به اسارت نیروهای ایرانی درآمدند. در خلال ۲۶ روز نبرد خونین در عملیات بیت‌المقدس ۳٬۰۰۰ نفر از نیروهای ایرانی کشته و ۱۲ هزار نفر نیز مجروح شدند. منابع پژوهشی گزارش می‌کنند حدود ۱۲ تا ۱۵ هزار رزمندهٔ ایرانی و ۸ هزار رزمندهٔ عراقی در خلال این عملیات کشته شده‌اند.

## پس از آزادسازی
پس از آزادسازی خرمشهر رزمندگان ایرانی در اولین اقدام، در مسجد جامع خرمشهر نماز شکر به جا آوردند. با انتشار خبر این پیروزی در سطح کشور موجی از شادی و سرور سراسر ایران را فراگرفت، به طوری که مردم در سرتاسر کشور به خیابان‌ها رفته و به شادی و پخش شیرینی پرداختند.
سید روح‌الله خمینی در ۳ خرداد ۱۳۶۱ پیامی به مناسبت آزادسازی خرمشهر خطاب به مردم ایران صادر کرد. در اولین بخش این بیانیه آمده‌است: «خرمشهر را خدا آزاد کرد» و سپس بیان شده:
با تشکر از تلگرافاتی که در فتح خرمشهر به اینجانب شده‌است، سپاس بی‌حد بر خداوند قادر که کشور اسلامی و رزمندگان متعهد و فداکار آن را مورد عنایت و حمایت خویش قرار داد و نصر بزرگ خود را نصیب ما فرمود.
خبر فتح خرمشهر در ساعت ۱۰ صبح به مدیران رادیو رسید؛ اما بنا به دلایلی آنان دست نگه داشتند، در ساعت ۱۵ برنامه های رادیو قطع شد و مارش نظامی به مدت ۳ دقیقه از رادیو پخش شد. ناصر کاشانی، گوینده خبر چند بار اعلام کرد: «شنوندگان عزیر توجه فرمایید؛ خونین‌شهر، شهر خون آزاد شد.» سپس مارش ادامه پیدا کرد و به دنبال آن محمد کریمی علویجه، آنتن را در اختیار گرفت و آن جمله معروف را گفت: سجاده ای داریم به وسعت زمین، و قبله ای به عمق هستی و صفوفی به زیبایی اقیانوس. ایمانی راسخ تر از کوه ها و آیاتی به دل انگیزی حقیقت و همواره به امامت نور خورشید نماز می گذاریم.
نوحه "ممد نبودی ببینی شهر آزاد گشته" که به مناسبت آزادسازی خرمشهر و به یاد محمد جهان‌آرا خوانده شده است. شعر این نوحه توسط جواد عزیزی، از رزمندگان خرمشهر سروده شده و نخستین بار توسط حسین فخری، هم‌رزم او، بر سر مزار محمد جهان‌آرا خوانده شد. یک سال بعد، غلام کویتی‌پور این نوحه را در سالگرد آزادسازی خرمشهر اجرا کرد. 

## ادامه جنگ پس از آزادسازی

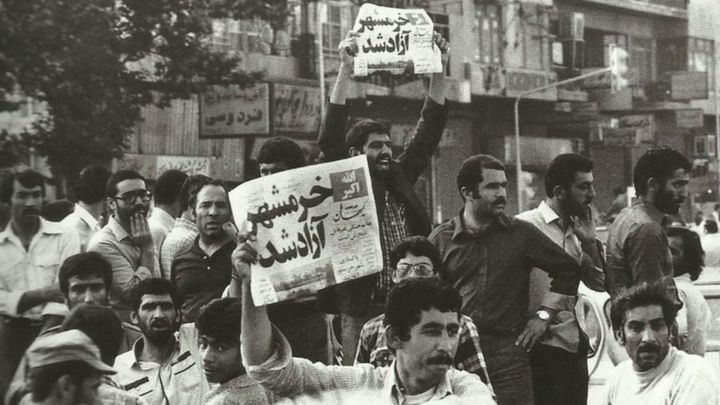
شادمانی مردم ایران پس از شنیدن خبر آزادی خرمشهر

پس از این عملیات، نیروهای مسلح، به خصوص ارتش ایران، انگیزه کمتری برای ادامه جنگ داشتند. استدلال آن‌ها این بود که هدف از جنگ، بیرون راندن ارتش عراق بوده و ادامه آن و نفوذ به داخل عراق، کشورگشایی است.
پس از فتح خرمشهر امکان پایان جنگ وجود داشت و دیدگاه‌ها در مورد ادامه جنگ به ۲ دسته تقسیم می‌شود:
۱. دیدگاه طرفداران ادامه جنگ:
حقیقت اصلی که از دید عامه پنهان بود این بود که هنوز بسیاری از شهرها و سرزمینها از فکه و شلمچه تا سومار و نفت‌شهر در اشغال ارتش عراق بود و پذیرفتن صلح در چنین شرایطی عاقلانه نبود، نکته دیگر اینکه صلح تفاوت بسیار با آتش‌بس دارد، ایران در این مقطع با پذیرفتن آتش‌بس مشکلی نداشت، اما حرف مقامات ایرانی این بود که در صورت انعقاد پیمان صلح، بر اساس حقوق و عرف بین‌الملل، اولاً باید مرزها به قبل از دوران جنگ بازگردد، دوما مقصر جنگ معرفی شود و سوم اینکه مقصر مجبور به پرداخت غرامت و جبران خسارات ناشی از جنگ شود، که متأسفانه طرح‌های صلح و آتش‌بسی که شورای امنیت ارائه می‌کرد، متضمن هیچ‌کدام از شرایط بالا نبود و فقط طرفین را به ترک مخاصمه دعوت می‌کرد بدون آنکه مقصر و عامل متجاوز شناسایی شود، مرزها به وضعیت دوران صلح بازگردد و طرف متجاوز مجبور به جبران خسارات شود. در چنین شرایطی که ایران دست بالا را در جنگ داشت و همچنین حقوقش تضییع، و خاکش در اشغال عراق بود منطقا نباید پیشنهادهای صلحی را که فقط حقوق و منافع عراق را تأمین می‌کرد بپذیرد.
اما نظر برخی فرماندهان ارشد جنگ مانند قاسمعلی ظهیرنژاد (رئیس وقت ستاد مشترک ارتش) و محسن رضایی (فرمانده وقت کل سپاه) این بود، که به جهت دریافت غرامت، باید تا کنار اروندرود پیش‌روی شود. نظر محسن رضایی این بود که در آن مقطع، با پذیرش آتش‌بس از سوی ایران، جنگ با عراق، ۵۰ سال به درازا می‌کشید.
استدلال رهبران نظامی بر این بود که با آن شکست، بیش از ۵۰ درصد توان ارتش عراق از بین رفته و یک حمله دیگر (حمله‌ای که در عمل هیچ وقت به وقوع نپیوست) می‌تواند آخرین ضربه به حکومت نیمه جان صدام باشد. در نهایت با اعلام موافقت اکبر هاشمی رفسنجانی با نظر این دسته از فرماندهان، نظر مساعد روح‌الله خمینی جلب شد.

بر همین اساس در روز یکم تیرماه سال ۱۳۶۱ سید علی خامنه‌ای، رئیس وقت شورای عالی دفاع ملی و رئیس‌جمهور، در دیدار با گروهی از روحانیان و مبلّغان اعلام کرد:
"به مردم باید گفته شود که با فتح خرمشهر و حتی فتح دیگر شهرها، جنگ تمام نخواهد شد، زیرا تا زمانی که متجاوز تنبیه نشده‌است، مبارزه ادامه خواهد داشت."
۲. دیدگاه طرفداران پایان جنگ:
ایران بعد از فتح خرمشهر دست بالا را داشت و ارتش ایران به راحتی می‌توانست شهرهای باقی مانده در اشغال عراق را آزاد کند. اما طرفداران ادامه جنگ نیاز به حضور عراق در این شهرهای اشغال شده داشتند تا بگویند جنگ پایان نیافته‌است و ما باید در خاک عراق حضور داشته باشیم. از سوی دیگر قشر حاکم که جنگ‌طلب و مذهبی بودند برای خاموش کردن صدای مخالفان داخلی و گروه‌های دگراندیش نیاز به جنگ داشتند. آنها با بیان این که کشور در جنگ است و ما باید با هم متحد باشیم تا بر دشمن غلبه کنیم آزادی بیان را محدود می‌کردند و صدای مخالفان را خاموش می‌کردند.

## نگارخانه

رزمندگان ایرانی بعد از آزادسازی خرمشهر
رزمندگان ایرانی بعد از آزادسازی خرمشهر
رزمندگان ایرانی بعد از آزادسازی خرمشهر
پوتین و کلاه سربازیِ سربازان عراقی که به منظور شنا کردن در رودخانه، روی زمین رها کرده بودند
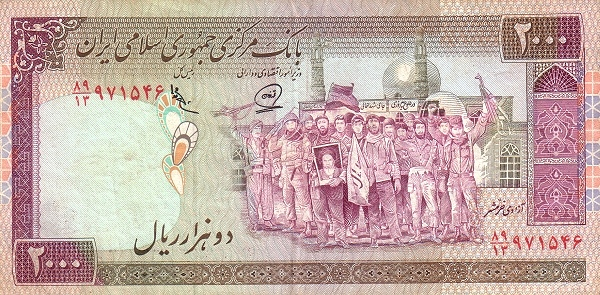
اسکناس ۲۰۰ تومانی، با تصویر رزمندگان ایرانی بعد از بازپس‌گیری خرمشهر
آماده‌سازی نیروهای ایران برای عملیات بیت‌المقدس
اعزام نیروهای ایران به سوی خرمشهر
نیروهای ایران  درحال گذر از رود کارون
سربازان ارتش ایران در خیابان‌های خرمشهر
شادی نیروهای تیپ ۲۱ امام رضا نیشابور پس از آزادسازی خرمشهر
وضعیت خرمشهر پس از باز پس‌گیری آن از عراق
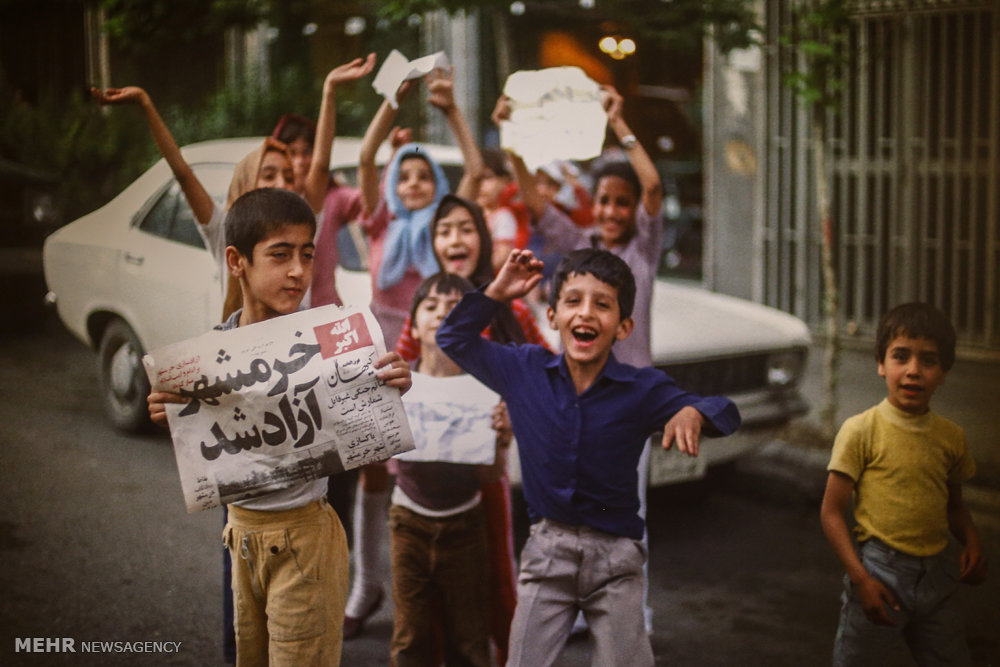
شادی ایرانیان پس از بازپس‌گیری خرمشهر از عراق
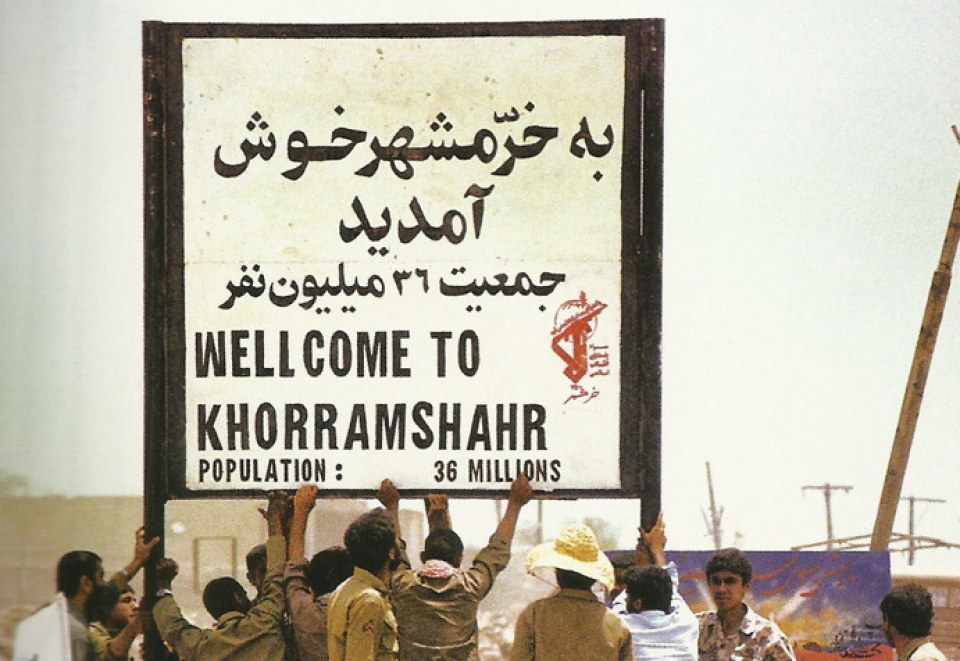
لحظه آزاداسازی خرمشهر
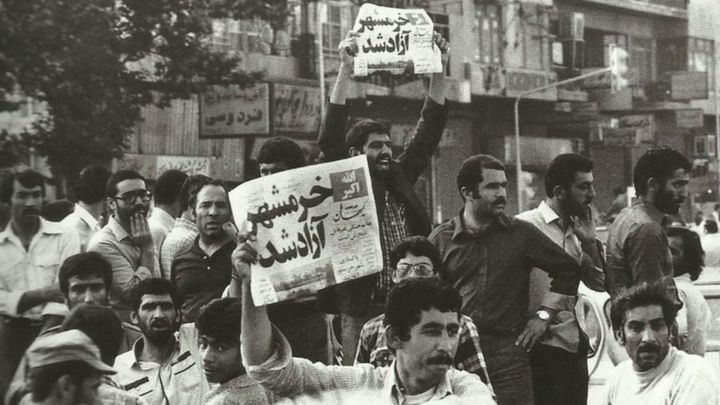
شادی ایرانیان پس از بازپس‌گیری خرمشهر از رژیم بعث
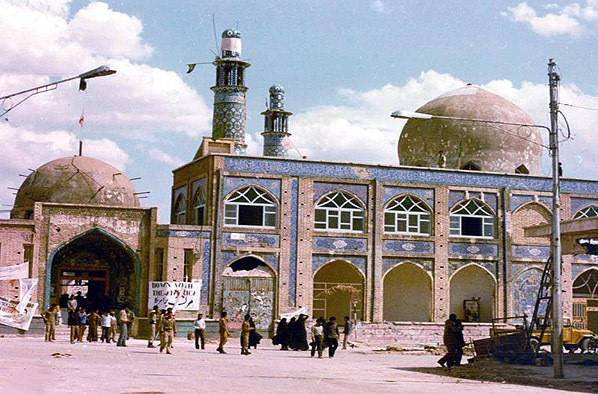
مسجد جامع خرمشهر هنگام آزادسازی